# عيسى قراقع
عيسى أحمد عبد الحميد قراقع (27 ديسمبر 1961 -)، سياسي فلسطيني ووزير شؤون الأسرى والمحررين السابق، ورئيس المكتبة الوطنية الفلسطينية بين عامي 2021 و2025.

## نشأته
ولد عيسى أحمد عبد الحميد قراقع في الضفة الغربية بتاريخ 27 ديسمبر عام 1961.

## حياته السياسية
- شارك في تأسيس نادي الأسير الفلسطيني عام 1993.[4]
- عضو المجلس التشريعي الفلسطيني في انتخابات عام 2006.[5]
- بتاريخ 4 يونيو 2009، أصدر الرئيس الفلسطيني محمود عباس قرارًا بقانون بإضافته إلى تشكيلة حكومة سلام فياض الثانية وزيرًا لشؤون الأسرى والمحررين.[6]
- في 29 يوليو 2021، عُين رئيسًا للمكتبة الوطنية الفلسطينية.[2] واستمر حتى 19 مارس 2025 حيث أحيل إلى التقاعد.[7]

## صدر له
- كتاب الحب والحياة في سجون الاحتلال أطلق عيسى قراقع، كتابه الجديد والذي يحمل عنوان "ثورة الحب والحياة في سجون الاحتلال الإسرائيلي".وجاء الكتاب في 444 صفحة من القطع المتوسط، وصدر عن مكتبة "كل شيء" في حيفا، وحمل غلافه لوحة أعدها الفنان التشكيلي الفلسطيني يوسف كتلو.[8]
- كتاب الدهيشي نظّمت مؤسّسة إبداع، ولجنة الدهيشة الشّتات، ندوة لإشهار كتاب "الدهيشي" للكاتب عيسى قراقع، في مقرّ رابطة الكتّاب الأردنييّن في العاصمة الأردنية عمّان. وقدّم النّدوة الكاتب والمهندس يوسف معدّي، بحضور عدد من المثقّفين والكتّاب الأردنيين والفلسطينيّين، وتخلّلها مداخلات ونقاشات حول مضمون الكتاب، وفقرة فنيّة، إضافة إلى عرض فيلم قصير من إنتاج مؤسّسة إبداع بمخيّم الدّهيشة في بيت لحم. وقدّم الباحث عليان عليان قراءة في نصوص الكتاب الذي اعتبر أنّه تجاوز الخصوصية المكانية إلى الخصوصية النّضالية لمجموع اللاجئين الفلسطينيين ودورهم في انطلاقة الثورة، وتثبيت الكينونة والهوية، معبّراً عن معاناة اللاجئين وصمودهم وتصدّيهم لكل المشاريع والمؤامرات التي حيكت ضدّ حقوق الشّعب الفلسطيني.[9]
- عام 2025، أصدر كتاب الكتابة بين الجثث : قبلة على جبين غزة.[10]